# 多齒任氏鱂
多齒任氏鱂為輻鰭魚綱鯉齒目四眼魚科的其中一種，分布於南美洲巴西里約熱內盧至阿根廷的淡水流域，體長可達6.6公分，可做為觀賞魚。

## 擴展閱讀
維基物種上的相關：多齒任氏鱂